# Cleisostoma complicatum
Cleisostoma complicatum är en orkidéart som först beskrevs av Gunnar Seidenfaden, och fick sitt nu gällande namn av Leslie Andrew Garay. Cleisostoma complicatum ingår i släktet Cleisostoma och familjen orkidéer. Inga underarter finns listade i Catalogue of Life.